# Prága-Václav Havel repülőtér
A Prága–Václav Havel repülőtér (csehül: Letiště Václava Havla Praha, korábban Prága–Ruzyně repülőtér, csehül Letiště Praha-Ruzyně) (IATA: PRG, ICAO: LKPR) Csehország legforgalmasabb és legnagyobb repülőtere, Prága nemzetközi légikikötője. Alkalmas nagyméretű, szélestörzsű gépek fogadására.

## Fekvése
A Prága-Václav Havel repülőtér Ruzyně mellett, Prága városközpontjától kb. 15 km-re, északnyugaton helyezkedik el.
Gépkocsival kb. 25 perc alatt, tömegközlekedéssel kb. 40-50 perc alatt érhető el a reptér a városközpontból.

## Története
2012. október 5-én Václav Havel egykori cseh köztársasági elnökről nevezték el.

## Megközelíthetőség
A Nádraží Veleslavín metróállomástól (A vonal) rendszeresen az 59-es trolibusz, a Zličín metróállomástól (a B metróvonal végállomása) a 100-as busz közlekedik a reptérre. Az Airport-Express busz félóránként indul a prágai főpályaudvarra (Praha hlavní nádraží). Éjszaka a 907-es és a 910-es busszal érhető el a repülőtér.

## Felépítése
A Ruzyně repülőtér hat terminállal rendelkezik: két utasterminállal, két általános repülési terminállal, továbbá két teherterminállal.
- Terminal 1: a schengeni övezeten kívül érkezők használhatják; 1997-ben nyitották meg
- Terminal 2: a schengeni övezeten belüli utasok használhatják; 2006. január 17-én nyitották meg
- Terminal 3: magánrepülőgépek és charterjáratok használhatják; 1997-ben nyitották meg
- Terminal 4: exkluzív kialakítású terminál a VIP utasok és állami delegációk számára; ez a legrégebbi része a repülőtérnek, melyet 1937. április 5-én nyitottak meg
- Cargo Terminal 1: a Menzies Aviation Czech vállalat üzemelteti, kizárólag teheráru-fuvarozások céljára
- Cargo Terminal 2: a Skyportvállalat üzemelteti, kizárólag teheráru-fuvarozások céljára

## Légitársaságok, célállomások
2012-ben több mint ötven utasszállító és hat teherszállító légitársaság üzemel a repülőtéren.

## Forgalom
Az utasforgalom az elmúlt években az alábbi módon változott:
| Utasok száma | 4 830 000 | 6 314 653 | 9 696 413 | 12 436 254 | 11 643 366 | 10 774 119 | 11 129 966 | 15 415 001 | 17 804 900 | 10 734 880 |
|              | 1999      | 2002      | 2004      | 2007       | 2009       | 2012       | 2014       | 2017       | 2019       | 2022       |